# Pestel
Pestel (Haïtiaans-Creools: Pestèl) is een stad en gemeente in Haïti met 44.700 inwoners. De gemeente maakt deel uit van het arrondissement Corail in het departement Grand'Anse.

## Ligging
De plaats ligt op 37 km ten oosten van de stad Jérémie, aan de noordkust van het schiereiland Tiburon aan de Golf van Gonâve. Pestel ligt aan een natuurlijke haven. Ten oosten van het dorp ligt het schiereiland Bec A Marsouin. Tegenover Pestel ligt haar zesde gemeentelijke sectie (section communale): de eilandengroep Les Îles Cayemites. Deze worden van het vasteland gescheiden door de Baai van de Cayemites.
Vanuit de hoofdstad Port-au-Prince kan men een charterboot huren naar Pestel.

## Geschiedenis
De plaats is gesticht door een Fransman, François Pestel, afkomstig uit Granville. Deze voerde op dat moment het bewind over het eiland Grande Cayemite. De gemeente ligt tussen twee heuvels. Er voerde slechts een steil pad naar de zee. Hij was dus gemakkelijk te verdedigen.

## Moderne tijd
Tegenwoordig wordt er koffie verbouwd. Ook is er een vissershaven. Verder wordt er bauxiet gevonden.
Op 16 mei 2000 is een veerboot die met 120 mensen vertrok uit Pestel gekaapt door politiemensen. Deze wilden naar de Verenigde Staten varen om daar asiel aan te vragen. Uiteindelijk raakte de boot zonder benzine, en strandde ten zuiden van het eiland Andros. De passagiers zijn naar Haïti teruggebracht.

## Feest van de zee
Sinds 1986 wordt er elk jaar op Eerste Paasdag een maritiem festival gehouden met de naam Fête de la mer ("Feest van de zee"). Hierbij worden 3 botenraces georganiseerd:
- Boten gemaakt van boomstammen.
- Sloepen tussen 5 en 6 meter.
- Grote boten waarvan de zeilen gemaakt zijn van stoffen zakken. Deze boten verzorgen meestal het vrachtvervoer naar Port-au-Prince.

## Bezienswaardigheden
- Fort Réfléchi, een fort op een heuvel vanwaar men een uitzicht heeft over het dorp. Hier bevindt zich ook de Grotte aux Indiens ("Grot van de Indianen"). Deze heet zo omdat een groep Taíno's hierheen was gevlucht voor de Spanjaarden. Deze zetten de grot onder water, waarop de Taino's verdronken. Later zijn beenderen van hen teruggevonden.
- Source salée, een mooie plek aan de monding van een klein riviertje.
- Het eiland Grande Cayemite.

## Geboren in Pestel
- 1913: Daniel Fignolé. In 1957 was hij 3 weken de president van Haïti.

## Indeling
De gemeente bestaat uit de volgende sections communales:
| Nr. | Naam                | Km²   | Inw.2015 |
| --- | ------------------- | ----- | -------- |
| 1   | Bernagousse         | 35,50 | 6.595    |
| 2   | Espère II           | 36,21 | 10.740   |
| 3   | Jean Bellune        | 18,09 | 3.871    |
| 4   | Tozia               | 86,35 | 12.203   |
| 5   | Duchity             | 59,33 | 6.019    |
| 6   | Les Îles Cayemittes | 51,29 | 5.231    |